# Злодейские законы
«Злодейские законы» (фр. Lois scélérates) — название трёх французских законов, принятых в 1893—1894 годах во время Третьей республики (1870—1940). Эти принятые после произведённой анархистами (в рамках парадигмы пропаганды действием) серии взрывов и убийств законы ограничивали законодательство о свободе печати 1881 года.

## Обзор

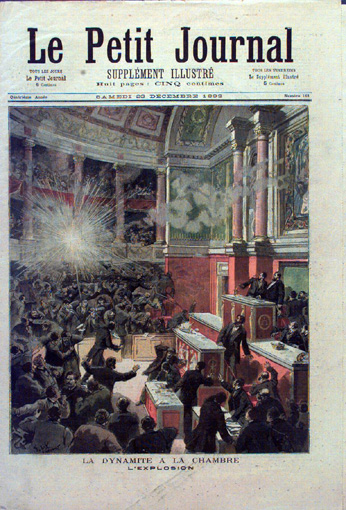
Обложка журнала «Le Petit Journal», иллюстрирующая взрыв в Национальном собрании Франции.

Первый закон был принят 11 декабря 1893 года, через два дня после взрыва Огюстом Вайяном Национального собрания Франции (двадцать депутатов получили лёгкие ранения). Закон осуждал пропаганду любого преступления как преступление само по себе, что позволяло государству подавлять большую часть анархистской прессы.
Второй закон был принят 18 декабря 1893 года и осуждал любое лицо, прямо или косвенно причастное к пропаганде деяния, даже если фактически не было совершено никакого убийства.
Последний закон был принят 28 июля 1894 года и осуждал любого человека или газету, использующих анархистскую пропаганду (и, соответственно, либертарных социалистов, которые были действующими или бывшими членами Первого интернационала):
1. Либо провокацией, либо извинением … [любой, кто] подстрекал одно или несколько лиц к совершению либо кражи, либо преступлений убийства, грабежа, поджога…; 2. Либо обратился с провокацией к военным из армии или флота с целью отвлечь их от выполнения воинских обязанностей и подчинения их начальникам… будет передан в суд и наказан тюремным заключением сроком на от трёх месяцев до двух лет.
Таким образом, свобода слова и поощрение пропаганды поступка или антимилитаризма были строго ограничены. Некоторые люди были приговорены к тюремному заключению за то, что радовались убийству президента Франции Сади Карно в 1894 году итальянским анархистом Санте Джеронимо Казерио.
С тех пор этот термин вошел в обиход для обозначения любых суровых или несправедливых законов, в частности антитеррористического законодательства, которое часто широко подавляет целые социальные движения.